# Уяздув (Варшава)

Уяздув на карті Середмістя.

Уя́здув (пол. Ujazdów) — місцевість у Варшаві, Польща. Складова дільниці Середмістя. Виникла як середньовічне містечко Яздов. 1624 року було збудовано Уяздовський замок. На теренах місцевості розташовані Уяздовський парк, Уяздовський палац (замок), Варшавський ермітаж, Церква Святого Духа, комплекс Королівські стежки, Бельвердерський палац тощо. Також — Уяздов, Уяздів.

## Відомі люди
- Анджей Лещинський — примас, помер тут.